# Diffembach-lès-Hellimer
Diffembach-lès-Hellimer település Franciaországban, Moselle megyében. Lakosainak száma 361 fő (2022. január 1.). Diffembach-lès-Hellimer Hellimer, Hilsprich, Leyviller, Petit-Tenquin és Saint-Jean-Rohrbach községekkel határos.

## Népesség
A település népességének változása:
| Lakosok száma | 303  | 347  | 333  | 355  | 392  | 369  | 354  | 346  | 351  | 361  |
|               | 1968 | 1982 | 1990 | 2006 | 2013 | 2015 | 2017 | 2019 | 2020 | 2022 |